# Бінашя
Біна́шя (кат. Vinaixa, вимова літературною каталанською [βi'naʃə]) — муніципалітет, розташований в Автономній області Каталонія, в Іспанії. Код муніципалітету за номенклатурою Інституту статистики Каталонії — 252555. Знаходиться у районі (кумарці) Ґаррігас (коди району — 18 та GG) провінції Льєйда.